# 顯原陵
显原陵，是中国五胡十六国后赵武帝石虎的陵墓。
349年，大赵天王石虎改称大赵皇帝，死后葬显原陵，在今邢台市百泉村，号显原陵，此陵为虚陵，石虎并未葬在陵中。359年，石虎死后十年，前燕皇帝慕容儁梦见石虎咬其胳膊，醒来派人去挖掘显原陵，想要鞭尸泄忿，但打开穴，一看是虚冢，没有找到石虎的尸体。慕容儁以重金搜索石虎的埋葬地。邺城女子李菟告知，在东明观下发现石虎的尸体，僵而不腐。找到石虎的尸体后，“慕容儁踢着石虎尸体，大骂：‘死胡，何敢怖生天子！’数落石虎的残暴之罪而鞭尸，最后把尸体投入漳河，尸倚桥柱不流。后前燕被前秦灭亡，李菟因此被杀，前秦重新将石虎被桥柱子拦住的尸体收葬。